# مقاطعة ترامة
 مقاطعة تِرامة أو تِرامو أو (نقحرة: تيرامو) (بالإيطالية: Provincia di Teramo)‏، مقاطعة وسط إيطاليا في إقليم أبرتسة عاصمتها مدينة تِرامة، تطل على بحر البنادقة شرقا، ويحدها من الشمال إقليم ماركي (عند مقاطعة أسكولي بيتشينو)، ومن الشمال الغربي إقليم لاتسيو (عند مقاطعة رييتي)، ومن الغرب والجنوب الغربي مقاطعة لاكويلا، ومن الجنوب مقاطعة بسكارا.

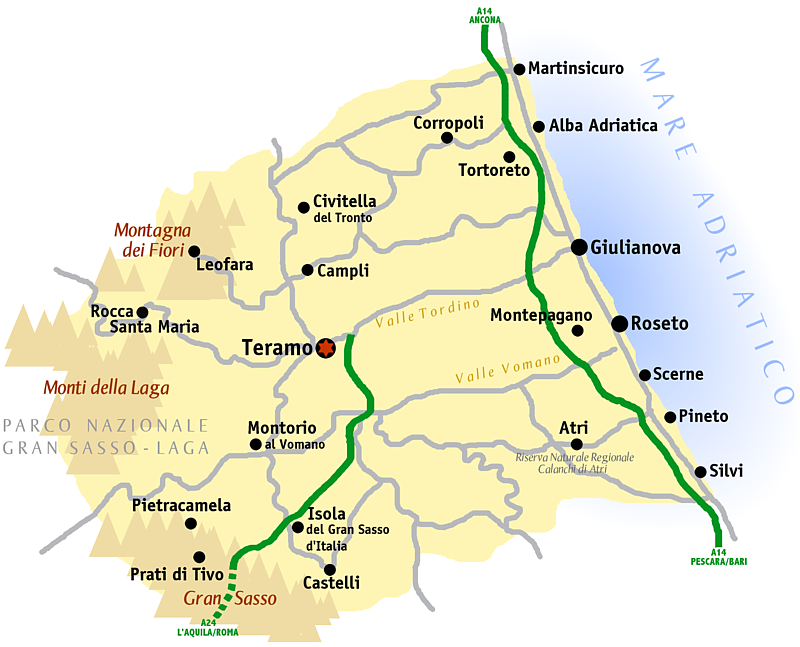

## أهم المدن
- Teramo تِرامة 54.000 نسمة.
- Roseto degli Abruzzi روزيتو ديلي أبروتسي 24.083 نسمة.
- Giulianova جوليانوفا 21.806 نسمة.

## أعلام
- جيان ماركو دي فرانسيسكو